# Cepobaculum
Cepobaculum is een geslacht met acht soorten orchideeën uit de onderfamilie Epidendroideae. Het is afgesplitst van Dendrobium.
Het zijn kleine epifytische orchideeën uit moerassen en open, vochtige regenwouden van Zuidoost-Azië, Australië en Nieuw-Guinea. Ze worden gekenmerkt door vlezige, cilindrische bladeren en talrijke, opvallend gekleurde bloemen.

## Naamgeving
- Synoniem: Dendrobium Sw. (1961) sect. Spatulata Lindl.

## Kenmerken
Cepobaculum-soorten zijn kleine epifytische orchideeën met korte, spoelvormige, groene tot bruine pseudobulben, met op de top enkele vlezige, cilidrische, groen- tot paarsgekleurde lijnvormige bladeren met spitse toppen en een zijstandige, rechtopstaande of afhangende dicht bebloemde tros met spectaculair gekleurde, langlevende en (wel)riekende bloemen.

## Habitaten verspreiding
Cepobaculum-soorten groeien voornamelijk op bomen (dikwijls op Melaleuca-soorten) in moerassen en vochtige, open regenwouden. Ze komen voor in Indonesië, het noorden van Australië, Nieuw-Guinea en de Kleine Soenda-eilanden.

## Taxonomie
Cepobaculum is in 2002 van het geslacht Dendrobium sectie Spatulata afgesplitst door Clements en Jones
.
Het geslacht zoals beschreven door Clements en Jones telt acht soorten. De typesoort is Cepobaculum canaliculatum.

### Soortenlijst
- Cepobaculum canaliculatum (R.Br.) M.A.Clem. & D.L.Jones (2002)
- Cepobaculum capra (J.J.Sm.) M.A.Clem. & D.L.Jones (2002)
- Cepobaculum carronii (Lavarack & P.J.Cribb) M.A.Clem. & D.L.Jones (2002)
- Cepobaculum foelschei (F.Muell.) M.A.Clem. & D.L.Jones (2002)
- Cepobaculum johannis (Rchb.f.) M.A.Clem. & D.L.Jones (2002)
- Cepobaculum semifuscum (Rchb.f.) M.A.Clem. & D.L.Jones (2002)
- Cepobaculum tattonianum (Bateman ex Rchb.f.) M.A.Clem. & D.L.Jones (2002)
- Cepobaculum trilamellatum (J.J.Sm.) M.A.Clem. & D.L.Jones (2002)